# Mare de Déu de Carrànima
La Mare de Déu de Carrànima o de Carràmia és un santuari situat a 1.624 m d'altitud, al cim de la serra de Carrànima, que separa les valls d'accés a Bóixols i del riu d'Abella. Pertany al terme municipal d'Abella de la Conca, del Pallars Jussà.
Se'n té esment almenys des del 1657, però del santuari antic, amb prou feines en queda res.
El temple actual data de l'any 1959, quan es construí el nou edifici per tal de substituir el vell, en part malmès durant el llarg combat de la Conca Dellà de la darrera guerra civil, estiu del 1938. Fou restaurat a principis dels vuitanta, del segle xx.
La Mare de Déu de Carrànima era tradicionalment la patrona de la Baronia d'Abella. Es feia una processó molt destacada des d'Abella de la Conca, amb molta concurrència. Tots els assistents hi tenien el menjar i la beguda assegurats, i es feia la benedicció del terme, missa cantada, cant dels goigs, repartiment de pa beneït, dinar comunitari de camp i repartiment de cafè, en aquell temps molt apreciat per la seva excepcionalitat.
Joan Benet i Petit va escriure fa més de 50 anys, uns Goigs a Nostra Senyora de Carràmia, recollits per Joan Bellmunt i Figueras.

## Etimologia
Com explica Joan Coromines, en la formació del topònim Carrànima actua el nom preromà de la roca, karri, que dona també per un costat Carreu, i per l'altre, tots de topònims de zones muntanyoses que tenen l'element quer-: Queralbs, Querol, el Querforadat, etcètera.
La segona part del topònim, sempre segons Coromines, vindria de les arrels basques andi (gran) i be (sota), que, amb els canvis producte de l'evolució lingüística secular, donaria l'actual Carrànima. Aquest topònim significaria, doncs, sota la gran roca, cosa que s'adiu bé amb la situació del santuari.